# Skagen Festival
Skagen Festival er Danmarks ældste musikfestival, og hovedvægten ligger på folkemusikken i alle dens afskygninger, men giver også plads til til bl.a.  pop, jazz, visesang, rock og blues. Festivalen startede i 1971 som Skagen Visefestival, men ændrede i 1989 navn til det nuværende Skagen Festival. Festivalen afholdes første weekend i juli måned, og spreder sig over seks scener, der er fordelt i Skagen by og havn. 

## Historie
Festivalen blev i en periode afholdt på et stort græsareal uden for byen.

## Scenerne
De seks scener er:
- Skagen Kultur- og Fritidscenter, (kapacitet 2300 gæster): folk/rock koncerter med halvakustisk og elektrisk lydniveau. Huser festivalens pop- og blueskoncerter samt lørdagens ceilidh. Blandt de navne, der har optrådt på denne scene, kan nævnes: Björn Afzelius, Runrig, Fairport Convention, Poul Krebs, Johnny Madsen, Lars Lilholt Band og Oysterband
- Skagen Badmintonhal, (kapacitet 1200 gæster): folkemusik med hel- og halvakustisk lydniveau – denne scene har været benyttet til optagelser af flere live-koncerter. Blandt de navne, der har optrådt her, kan nævnes: The Dubliners, Tom Paxton, The McCalmans, Ralph McTell, De Gyldne Løver og Sebastian
- Havnescenen, (kapacitet 850 gæster): folkemusik med hel- og halvakustisk lydniveau
- Torvescenen, (kapacitet 300 gæster): folkemusik med hel- og halvakustisk lydniveau
- Skawbaren, (kapacitet 300 gæster): folkemusik og folk/rock med halvakustisk og elektrisk lydnivea
- Kappelborg, (kapacitet 150 gæster): folkemusik med akustisk lydniveau

## Kunstnere
Skagen Festival er en international orienteret festival med artister og kunstnere fra bl.a. Irland, Skotland, Canada, USA, England og Skandinavien. Festvalen tiltrækker hvert år ca. 15.000 gæster. Siden 1995 har Skagen Festival været rammen om den årlige overrækkelse af Folkemusikprisen.